# 蒙蒂 (萨萨里省)

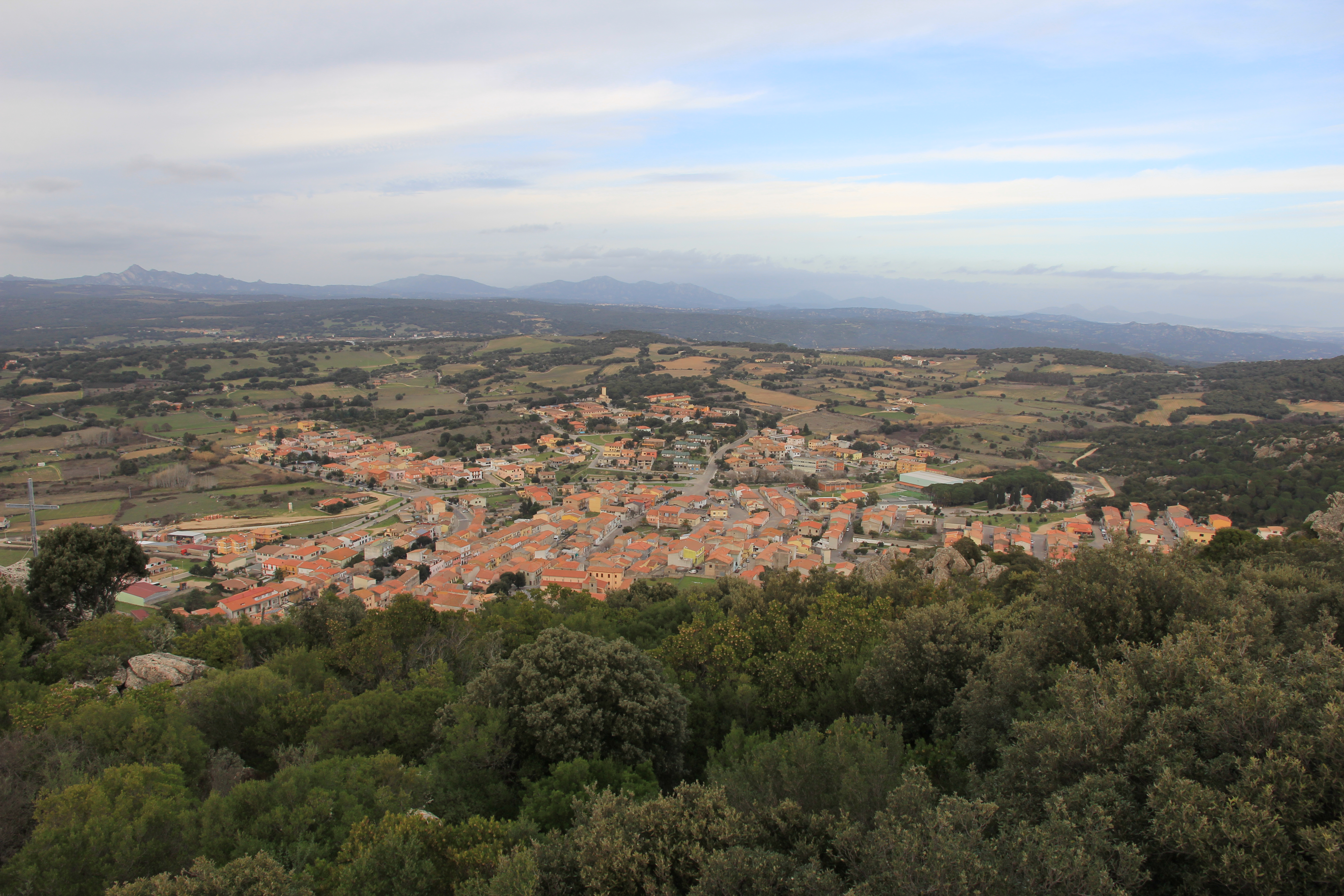
全景图

蒙蒂（義大利語：Monti）是意大利撒丁大区薩薩里省内的市镇。面积为124平方公里，人口数量为2,521人（2005年）。
市镇的中心城区环绕着软木橡树林和葡萄园，两者同为该市镇的经济基础。早在14世纪时该地就开始种植葡萄。